# Aiguebelette-le-Lac
Aiguebelette-le-Lac é uma comuna francesa na região administrativa de Auvérnia-Ródano-Alpes, no departamento da Saboia. Estende-se por uma área de 7,91 km². Fica nas margens do Lago de Aiguebelette. Em 2010 a comuna tinha 243 habitantes (densidade: 0,3 hab./km²).